# Uder
Uder ist eine Landgemeinde im thüringischen Landkreis Eichsfeld. Sie ist erfüllende Gemeinde für Asbach-Sickenberg und Dietzenrode/Vatterode.

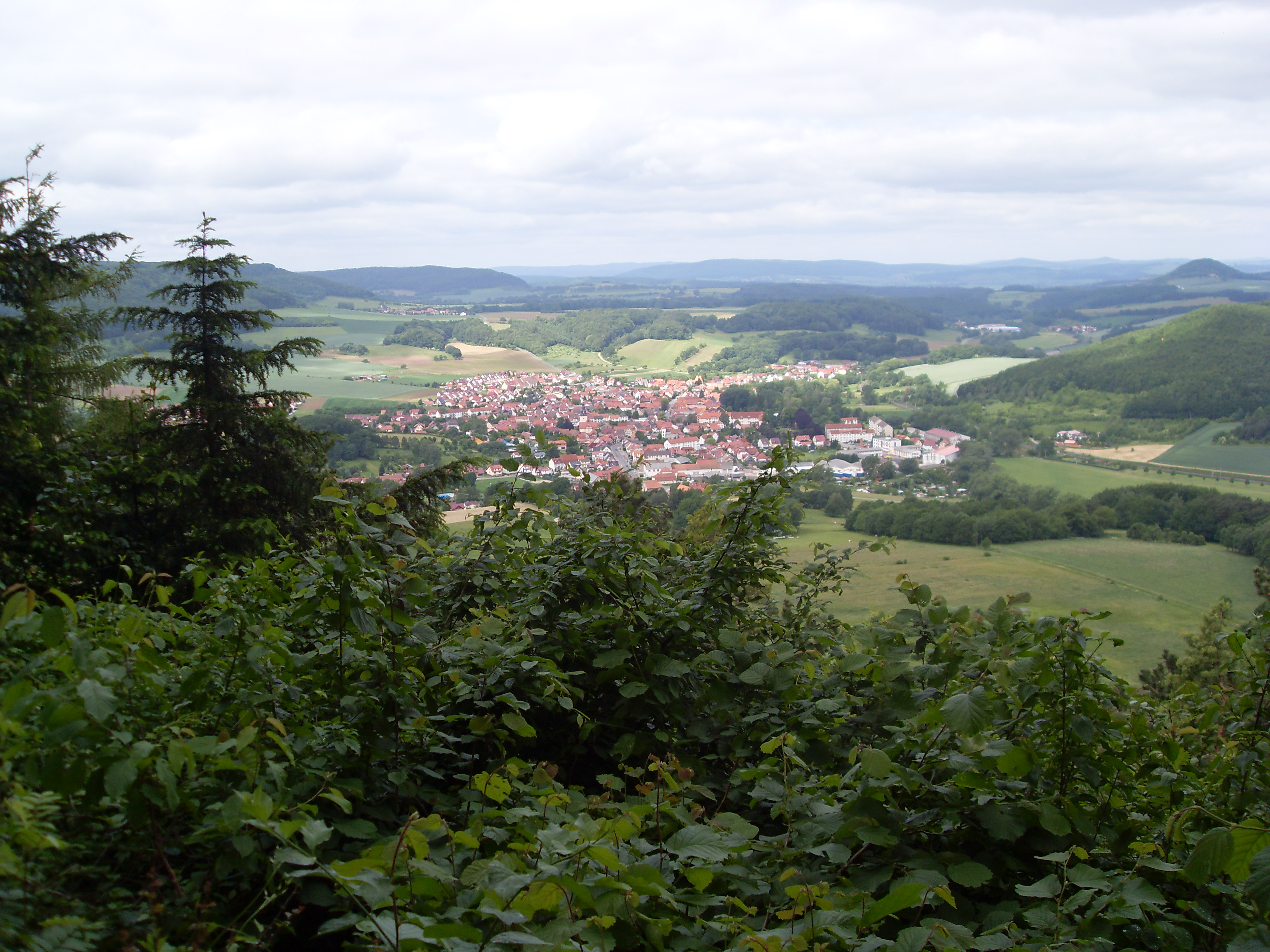
Blick auf Uder von der Elisabethhöhe, 2010

## Geographie

### Lage
Uder liegt im Tal der Leine ungefähr vier Kilometer westlich von Heilbad Heiligenstadt. Die Landschaft wird durch die umliegenden Berge geprägt, darunter die Elisabethhöhe (430 m) im Osten, den Höhberg (ca. 450 m) im Südosten und den Wessen (344 m) im Norden.

### Landgemeindegliederung
Zur Landgemeinde gehören die 14 Ortsteile Birkenfelde (mit Rumerode), Eichstruth, Fürstenhagen, Lenterode, Lutter, Mackenrode (mit Hennigerode), Röhrig, Schönau, Schönhagen, Steinheuterode, Thalwenden, Uder, Weidenbach und Wüstheuterode. Die Ortsteile Lutter und Fürstenhagen, Mackenrode und Weidenbach sowie Uder und Schönau bilden jeweils eine gemeinsame Ortschaft, die übrigen acht Ortsteile erhielten je für sich eine Ortschaftsverfassung gemäß § 45 a der Thüringer Kommunalordnung.

## Geschichte
Am 1. Februar 1992 schlossen sich die Gemeinden Asbach-Sickenberg, Birkenfelde, Dietzenrode/Vatterode, Eichstruth, Lenterode, Lutter, Mackenrode, Röhrig, Schönhagen, Steinheuterode, Thalwenden, Uder und Wüstheuterode zur Verwaltungsgemeinschaft Uder zusammen. Elf dieser Gemeinden schlossen sich am 1. Januar 2024 zur Landgemeinde Uder zusammen, wodurch die Verwaltungsgemeinschaft aufgelöst wurde. Uder wurde erfüllende Gemeinde für die verbliebenen zwei Gemeinden Asbach-Sickenberg und Dietzenrode/Vatterode.

## Politik

### Gemeinderat
Die ersten Wahlen von Gemeinderat und Bürgermeister fanden in der neu gegründeten Gemeinde zu den Kommunalwahlen in Thüringen am 26. Mai 2024 statt. Bis zum Zusammentritt des neuen Gemeinderates setzte sich der Rat der neu gebildeten Landgemeinde aus den Gemeinderatsmitgliedern der elf Gründungsgemeinden zusammen.
| Parteien und Wählergemeinschaften                                                                 | 2024  | 2024  |
| Parteien und Wählergemeinschaften                                                                 | %     | Sitze |
| CDU (Christlich Demokratische Union Deutschlands)                                                 | 50,9  | 11    |
| AfD (Alternative für Deutschland)                                                                 | 17,1  | 3     |
| LFL (Liste Faire Landgemeinde)                                                                    | 10,7  | 2     |
| FWG UDF (FWG Unabhängige Demokratische Fraktion)                                                  | 10,4  | 2     |
| FSV – FW – KV (FSV Bkf 1921 e. V. – Feuerwehrverein 1864 Bkf e. V. – Kirmesverein Bkf 1994 e. V.) | 4,0   | 1     |
| FWG Thalwenden (Freie Wählergemeinschaft Thalwenden)                                              | 3,5   | 1     |
| Grüne (Bündnis 90/Die Grünen)                                                                     | 3,5   | 0     |
| gesamt                                                                                            | 100,0 | 20    |
| Wahlbeteiligung in %                                                                              | 72,3  | 72,3  |

### Bürgermeisterin
Nach der Neugründung von Uder führte zunächst Eylin Dielenschneider als „Staatlich Beauftragte“ die Gemeinde. Bei der Wahl zur hauptamtlichen Bürgermeisterin am 26. Mai 2024 setzte sich im 1. Wahlgang Rita Spies (CDU) mit 64,9 % der abgegebenen gültigen Stimmen gegen zwei Mitbewerber durch.